# Хосе Мігель Уакуха
Хосе Мігель Уакуха (ісп. José Miguel Huacuja, 1 липня 1950) — мексиканський хокеїст на траві.
Учасник Олімпійських Ігор 1972 року.